# Жуковское сельское поселение (Торбеевский район)
Жуковское се́льское поселе́ние — муниципальное образование в Торбеевском районе Мордовии Российской Федерации.
Административный центр — село Жуково.

## История
Статус и границы сельского поселения установлены Законом Республики Мордовия от 28 декабря 2004 года № 127-З  «Об установлении границ муниципальных образований Торбеевского муниципального района, Торбеевского муниципального района и наделении их статусом сельского поселения, городского поселения и муниципального района».
Законом от 19 мая 2020 года № 33-З в июне 2020 года в Жуковское сельское поселение и одноимённый ему сельсовет включены населённые пункты упразднённого Татарско-Юнкинского сельского поселения и одноимённого ему сельсовета.

## Население
| 2002 | 2010  | 2012 | 2013 | 2014  | 2015 | 2016 |
| ---- | ----- | ---- | ---- | ----- | ---- | ---- |
| 1044 | ↘1009 | ↘994 | ↘986 | ↘969  | ↘966 | ↘939 |
| 2017 | 2018  | 2019 | 2020 | 2021  |      |      |
| ↘934 | ↘912  | ↘897 | ↗906 | ↗1249 |      |      |

## Состав сельского поселения
| № | Населённый пункт | Тип населённого пункта       | Население |
| - | ---------------- | ---------------------------- | --------- |
| 1 | Жуково           | село, административный центр | ↘985      |
| 2 | Маяк             | посёлок                      | ↘24       |
| 3 | Большая Ивановка | село                         | ↘84       |
| 4 | Татарские Юнки   | село                         | ↘386      |